# Văleni-Dâmbovița
Văleni-Dâmbovița là một xã thuộc hạt Dâmbovița, România. Dân số thời điểm năm 2002 là 2970 người.